# Rhondda Cynon Taf
Rhondda Cynon Taf [ˈr̥ɔnða ˈkənɔn ˈtaːv] ist eine Principal Area mit dem Status eines County Borough im Süden von Wales.
Das County Borough grenzt im Osten an Merthyr Tydfil County Borough und Caerphilly County Borough, im Süden an die City and County of Cardiff und das Vale of Glamorgan, im Westen an Bridgend County Borough und Neath Port Talbot County Borough und im Norden an Powys. Bevölkerungsmäßig steht Rhondda Cynon Taf an zweiter Stelle aller walisischen Verwaltungsbezirke.

## Geschichte
Das County Borough wurde am 1. April 1996 durch einen Zusammenschluss der Districts Cynon Valley, Rhondda und Taff-Ely (ohne die Gemeinden Creigiau und Pentyrch, die zu Cardiff kamen) der damals aufgelösten Verwaltungsgrafschaft Mid Glamorgan gebildet.

## Orte
- Abercynon
- Aberdare
- Beddau
- Church Village
- Cwmbach
- Ferndale
- Hirwaun
- Llanharry
- Llantrisant
- Meisgyn
- Mountain Ash
- Pen-yr-englyn
- Pontyclun
- Pontypridd
- Porth
- Talbot Green
- Tonypandy
- Treherbert
- Treorchy
- Tynewydd
- Ynysbwl
- Ynyshir

## Wirtschaft
Die Region war bis zur Schließung der Bergwerke das Herzland des walisischen Kohlebergbaus in den South Wales Valleys. Die letzte Schachtanlage in den Rhondda Valleys, Mardy Colliery, wurde 1990 stillgelegt. Zudem war die Region ein Zentrum der britischen Stahlindustrie. Wegen des Niedergangs dieser beiden Haupterwerbszweige versucht die Regionalverwaltung, andere Industrie- und vor allem Dienstleistungsunternehmen anzulocken.

## Verwaltung
Das Gebiet wird durch den Rhondda Cynon Taf County Borough Council verwaltet.

## Partnerschaften
- seit 1968: Nürtingen, Deutschland
- seit 1993: Ravensburg, Deutschland
- seit 1993: Landkreis Wolfenbüttel, Deutschland[2][3]

## Sehenswürdigkeiten
- Afon Hepste (Fluss)
- Brecon-Beacons-Nationalpark
- Llantrisant Castle
- Llwyn-on Reservoir (Stausee)
- Penderyn Distillery
- Porth yr Ogof (Höhle)
- The Royal Mint Experience
- Sgwd Clun-Gwyn (Wasserfall)
- Sgwd Isaf Clun-gwyn (Wasserfall)
- Sgwd y Pannwr (Wasserfall)
- Sgwd Yr Eira (Wasserfall)

## Sonstiges
Ferndale und anderen Orte in Rhondda Cynon Taf dienten als Drehorte für die Außenaufnahmen der Fernsehserie Stella von und mit Ruth Jones. Die Serie spielt im fiktiven walisischen Ort „Pontyberry“.